# Yuri Pudyshev
Yuri Alekseyevich Pudyshev - em russo, Юрий Алексеевич Пудышев (Kaliningrado, 3 de abril de 1954 — 28 de agosto de 2021) foi um futebolista e treinador de futebol bielorrusso nascido na atual Rússia, no exclave de Kaliningrado.
Atuou no Dínamo Minsk, com o qual conquistou o Campeonato Soviético em 1982. Jogou também por quatro clubes homônimos, com destaque para o Dínamo de Moscou, onde teve duas passagens (1971-75 e 1984-86). Passou ainda por Dínamo Stavropol, Dínamo Barnaul, Dínamo Samarkand e Dínamo Yakutsk, encerrando a carreira pela primeira vez em 1994, quando jogava pelo Samotlor.

## Carreira de treinador
Em 1992, quando ainda jogava pelo Dínamo Yakutsk, Pudyshev acumulou a função de auxiliar-técnico da equipe. Seu primeiro trabalho após o final de sua carreira foi no BATE Borisov, também como auxiliar-técnico, entre 1997 e 2003. Passou ainda pelas seleções principal e Sub-21 da Bielorrússia (como também como assistente).

## Volta aos gramados
Na partida entre o BATE Borisov e o Dínamo Brest, Pudyshev resolveu voltar a jogar profissionalmente aos 56 anos de idade, e foi homenageado pela torcida do Dínamo. Ele usou a camisa 56 (referência à sua idade) e foi eleito o melhor jogador da partida.
Apesar da presença de Pudyshev, o clube de Brest acabaria derrotado por 2–0. Ele ainda chegou a ser inscrito pelo MTZ-RIPO (no qual era auxiliar) em 2007, tendo participado de um jogo pela Copa da Bielorrússia entre o MTZ e o PMC Postavy, atuando por 25 minutos. Em 2016, voltou ao BATE Borisov após cinco anos afastado (seu último trabalho havia sido no Dínamo Minsk, entre 2009 e 2011).

## Carreira internacional
O único jogo de Pudyshev pela extinta Seleção da URSS foi realizado em março de 1984, em um amistoso contra a Alemanha Ocidental.

## Morte
Pudyshev morreu em 28 de agosto de 2021.